# Dwór w Kostrzy
Dwór w Kostrzy – zabytkowy dwór wybudowany w XVI w. w Kostrzy jako zamek na wodzie.

## Położenie
Dwór położony jest we wsi w Polsce, w województwie dolnośląskim, w powiecie świdnickim, w gminie Strzegom.

## Historia
Obiekt jest częścią zespołu dworskiego, w skład którego wchodzą jeszcze ogrody, fosa, sad.